# Virkesmätare
Virkesmätare är ett yrke som innebär att man som arbetsuppgift har att fastställa volym och kvalitet på massaved och timmer samt energiinnehåll i skogsråvara. Denna volym, kvalitet och energiinnehåll är grund för betalning mellan köpare och säljare inom skogsnäringen.  
Virkesmätarna i Sverige är anställda av olika virkesmätningsföreningar som i sin tur anlitas av köpare eller säljare inom skogsnäringen, ex. sågverk, massabruk och liknande. Arrangemanget, som är föranlett av omsorg om mätarnas oberoende ställning mellan industri och skogsägare, övervakas av Skogsstyrelsen och regleras i Virkesmätningslagen. 